# Dabo
Dabo (en alemany Dagsburg, fràncic lorenès Dockschbuerj) és un municipi francès situat al departament del Mosel·la i a la regió del Gran Est. L'any 2019 tenia 2.430 habitants.

## Demografia

### Població
El 2007 la població de fet de Dabo era de 2.658 persones. Hi havia 1.138 famílies, de les quals 320 eren unipersonals (145 homes vivint sols i 175 dones vivint soles), 374 parelles sense fills, 383 parelles amb fills i 61 famílies monoparentals amb fills.
La població ha evolucionat segons el següent gràfic:
Habitants censats

### Habitatges
El 2007 hi havia 1.518 habitatges, 1.156 eren l'habitatge principal de la família, 232 eren segones residències i 130 estaven desocupats. 1.324 eren cases i 182 eren apartaments. Dels 1.156 habitatges principals, 943 estaven ocupats pels seus propietaris, 131 estaven llogats i ocupats pels llogaters i 82 estaven cedits a títol gratuït; 14 tenien una cambra, 72 en tenien dues, 183 en tenien tres, 249 en tenien quatre i 639 en tenien cinc o més. 901 habitatges disposaven pel capbaix d'una plaça de pàrquing. A 496 habitatges hi havia un automòbil i a 471 n'hi havia dos o més.

### Piràmide de població
La piràmide de població per edats i sexe el 2009 era:
| Homes | Edats   | Dones |
| ----- | ------- | ----- |
| 0     | 95 o +  | 0     |
| 4     | 90 a 94 | 4     |
| 0     | 85 a 89 | 28    |
| 24    | 80 a 84 | 28    |
| 44    | 75 a 79 | 72    |
| 44    | 70 a 74 | 68    |
| 80    | 65 a 69 | 100   |
| 88    | 60 a 64 | 84    |
| 76    | 55 a 59 | 64    |
| 80    | 50 a 54 | 88    |
| 80    | 45 a 49 | 84    |
| 172   | 40 a 44 | 128   |
| 140   | 35 a 39 | 116   |
| 76    | 30 a 34 | 84    |
| 84    | 25 a 29 | 72    |
| 80    | 20 a 24 | 52    |
| 64    | 15 a 19 | 100   |
| 92    | 10 a 14 | 128   |
| 76    | 5 a 9   | 76    |
| 44    | 0 a 4   | 36    |

## Economia
El 2007 la població en edat de treballar era de 1.707 persones, 1.222 eren actives i 485 eren inactives. De les 1.222 persones actives 1.110 estaven ocupades (645 homes i 465 dones) i 113 estaven aturades (43 homes i 70 dones). De les 485 persones inactives 191 estaven jubilades, 119 estaven estudiant i 175 estaven classificades com a «altres inactius».

### Ingressos
El 2009 a Dabo hi havia 1.144 unitats fiscals que integraven 2.653 persones, la mediana anual d'ingressos fiscals per persona era de 17.853 €.

### Activitats econòmiques
Dels 88 establiments que hi havia el 2007, 1 era d'una empresa extractiva, 2 d'empreses alimentàries, 1 d'una empresa de fabricació de material elèctric, 6 d'empreses de fabricació d'altres productes industrials, 23 d'empreses de construcció, 14 d'empreses de comerç i reparació d'automòbils, 4 d'empreses de transport, 10 d'empreses d'hostatgeria i restauració, 2 d'empreses d'informació i comunicació, 6 d'empreses financeres, 3 d'empreses immobiliàries, 6 d'empreses de serveis, 6 d'entitats de l'administració pública i 4 d'empreses classificades com a «altres activitats de serveis».
Dels 38 establiments de servei als particulars que hi havia el 2009, 1 era una gendarmeria, 1 oficina de correu, 4 oficines bancàries, 1 funerària, 2 tallers de reparació d'automòbils i de material agrícola, 1 paleta, 3 guixaires pintors, 8 fusteries, 4 lampisteries, 4 electricistes, 1 empresa de construcció, 1 perruqueria, 6 restaurants i 1 saló de bellesa.
Dels 8 establiments comercials que hi havia el 2009, 1 era una gran superfície de material de bricolatge, 3 fleques, 2 carnisseries, 1 una botiga de roba i 1 una botiga de material de revestiment de parets i terra.
L'any 2000 a Dabo hi havia 12 explotacions agrícoles.

## Equipaments sanitaris i escolars
L'únic equipament sanitari que hi havia el 2009 era una farmàcia.
El 2009 hi havia 1 escola maternal, 2 escoles elementals i 2 escoles elementals integrades dins de grups escolars amb les comunes properes formant escoles disperses.

## Poblacions més properes
El següent diagrama mostra les poblacions més properes.